# برمانة (نبات)
البرمانة (الاسم العلمي:Burmannia) هي جنس من النباتات تتبع الفصيلة البرمانية من رتبة الديسقوريات. سمي هذا الجنس من قبل عالم النبات السويدي كارل لينيوس (بالإنجليزية: Carl Linnaeus)‏ تكريماً لعالم النبات الهولندي يوهانس برمان (1707-1780) (بالإنجليزية: Johannes Burmann)‏.

## أنواع نبات البرمانة
- برمانة ثنائية الأزهار
- برمانة رؤيسية
- برمانة أسلية
- برمانة بيضاء
- برمانة صفراء وبيضاء
- برمانة كبيرة الأزهار
- برمانة مدغشقرية
- برمانة نيبالية
- برمانة هندية
- برمانة كهرمانية
- برمانة مبيضة
- برمانة ثنائية اللون
- برمانة جنوبية
- برمانة خيطية
- برمانة ستينسية
- برمانة سماوية
- برمانة صوفية الأزهار
- برمانة صينية
- برمانة ضئيلة
- برمانة طويلة الأوراق
- برمانة متطاولة
- برمانة مخططة
- برمانة مزدوجة الصفوف
- برمانة مصفرة
- برمانة مكتنزة
- برمانة واليشية
- برمانة ورقية
- برمانة طبيعية
- برمانة رقيقة
- برمانة هشة
- برمانة صغيرة